# Warmia Olsztyn (wioślarstwo)
Sekcja Wioślarska Kolejowego Klubu Sportowego „Warmia” w Olsztynie – wioślarska sekcja olsztyńskiego klubu sportowego, utworzona 1 maja 1956, a rozwiązana w grudniu 1989 r.

## Historia
Sekcja wioślarska KKS Warmia Olsztyn powstała 1 maja 1956, a jej założycielem był Wiktor Barwicki, przed II wojną światową – utytułowany wioślarz Klubu Sportowo-Turystycznego Budowlani Toruń (mistrz Polski z 1928 r. w jedynce i z 1929 r. w dwójce podwójnej, brązowy medalista mistrzostw Europy z 1927 r. w ósemce, a w latach 1936-1939 prezes ChTW Chełmża). Do Polskiego Związku Towarzystw Wioślarskich sekcja przyjęta została w 1957 r.. Początkowo liczyła około 50 zawodników, a jej trenerem był do 1966 r. W. Barwicki. Pierwszy sukces przyszedł pod koniec lat 60., gdy mistrzostwo Polski juniorów w sprincie dwójki podwójnej zdobyli Jan Genatowski i Bogdan Mosakowski. 
Po odejściu trenera Barwickiego, sekcję objął J. Genatowski. Już na początku lat 70. wioślarze Warmii Olsztyn zdobywać zaczęli liczne medale mistrzostw Polski młodzików i juniorów. Największym sukcesem był złoty medal mistrzostw Polski juniorów na jedynce w 1972 r. Janiny Klucznik. Zawodniczka ta, już po przejściu do AZS-AWF Warszawa została olimpijką z 1980 r. i wielokrotną reprezentantką kraju. Inny zawodnik klubu, Adam Tomasiak (dwukrotny medalista MP juniorów w barwach Warmii), już po zmianie barw klubowych dwukrotnie startował w LIO, był brązowym medalistą olimpijskim i medalistą mistrzostw świata seniorów. 
W 1973 r. funkcję głównego trenera sekcji przejął Wiesław Witkowski, którego zawodnicy osiągnęli w kolejnym roku liczne sukcesy juniorskie. Dwie osady (dwójka ze sternikiem oraz dwójka bez sterniczki) zdobyły złoto mistrzostw Polski juniorów. 
Po 1974 r. sukcesy sportowe sekcji były coraz rzadsze. Wioślarze Warmii zdobyli jedynie dwa brązowe medale mistrzostw Polski juniorów – w 1980 i 1983. Wpływ na to miała pogarszająca się sytuacja finansowa sekcji i całego klubu. Od 1985 r. zaczęło brakować sprzętu sportowego, trenerów i zawodników. Pozostałość sprzętu przekazano pod koniec lat 80. do Sokoła Ostróda, a oficjalne rozwiązanie sekcji nastąpiło w grudniu 1989 r..

## Wyniki sportowe
Największym sukcesem sekcji wioślarskiej Warmii Olsztyn jest występ dwóch jej wychowanków na  igrzyskach olimpijskich. Jeden z nich, Adam Tomasiak, został brązowym medalistą olimpijskim oraz brązowym medalistą mistrzostw świata seniorów.
Wioślarze klubu zdobyli następujące medale mistrzostw Polski:
- J. Genatowski, B. Mosakowski – dwójka podwójna –  złoto MP Juniorów w sprincie,
- L. Makowski, W. Witkowski, A. Tomasiak, J. Frątczak, st. T. Szeklicki – czwórka ze sternikiem –  brąz MP Juniorów 1970,
- Z. Głąb, J. Piątczak, E. Grabowski, J. Dudziński, st. K. Pikus – czwórka podwójna ze sternikiem –  złoto MP Młodzików 1971,
- J. Pawłowski, T. Sliwonik – dwójka bez sternika –  brąz MP Juniorów 1971,
- L. Makowski, W. Witkowski, A. Tomasiak, J. Frątczak, st. T. Szeklicki – czwórka ze sternikiem –  srebro MP Juniorów 1971,
- Janina Klucznik – jedynka –  brąz MP Juniorów 1971,
- Janina Klucznik – jedynka –  złoto MP Juniorów 1972,
- J. Pawłowski i L. Porębski – w składzie ósemki kombinowanej –  złoto MP Juniorów 1972,
- I. Więckowski, W. Deska oraz st. I. Kucharczyk – dwójka ze sternikiem –  złoto MP Juniorów 1974,
- B. Witkowska i B. Walentynowicz – dwójka bez sterniczki –  złoto MP Juniorów 1974,
- I. Liwczan,  M. Wojna oraz st. D. Stypułkowski – dwójka ze sternikiem –  brąz MP Juniorów 1974,
- K. Bartoszek i J. Wurszt – dwójka bez sterniczki –  brąz MP Juniorów 1980,
- P. Walczak, P. Gromadzki, P. Balcewicz, P. Kamiński, J. Dryl, M. Smala, G. Rowicki, C. Siodlarz oraz st. W. Gil – ósemka –  brąz MP Juniorów 1983[7][8][9][10].

## Galeria zdjęć

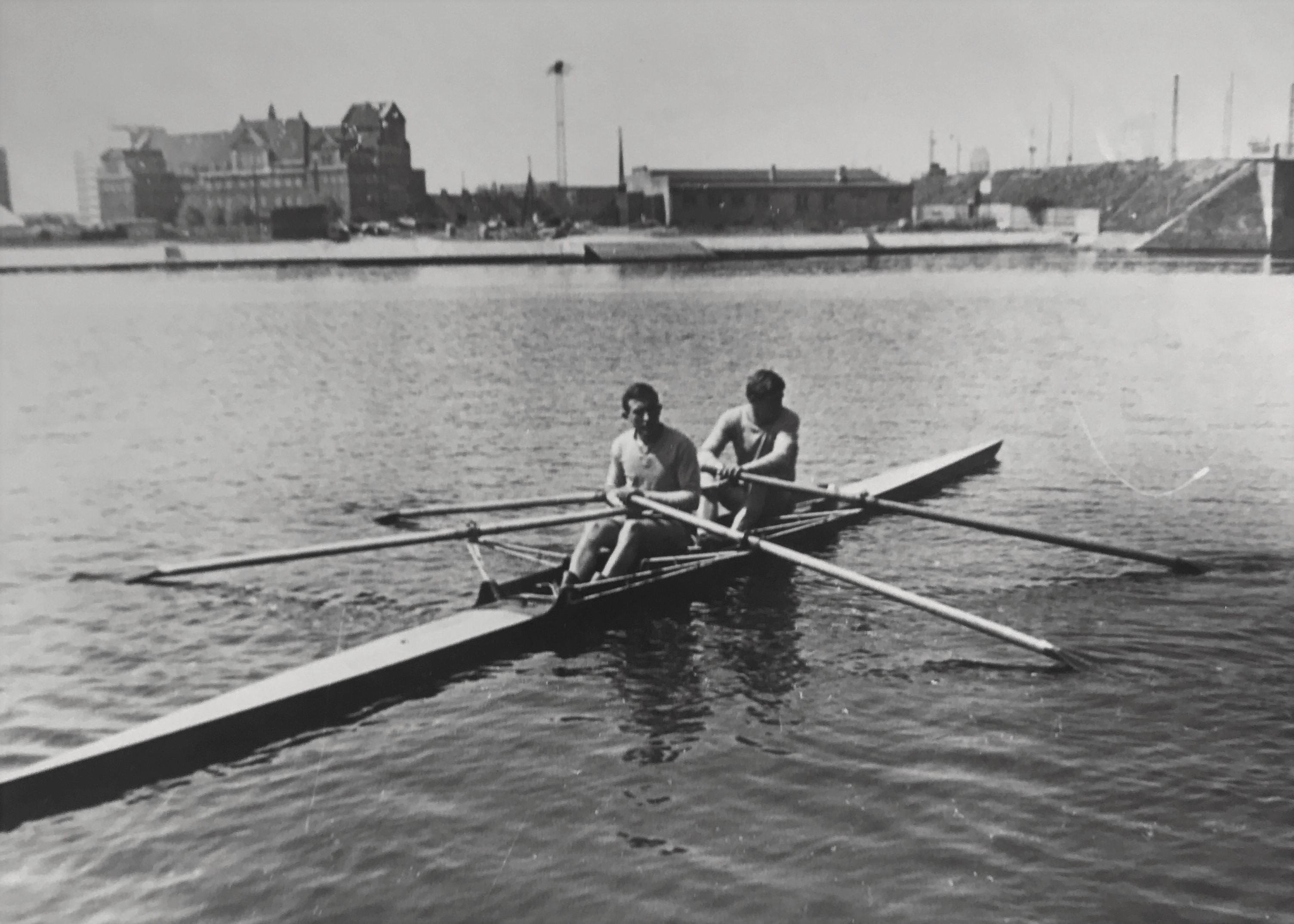
Dwójka podwójna Genatowski-Mosakowski w 1965
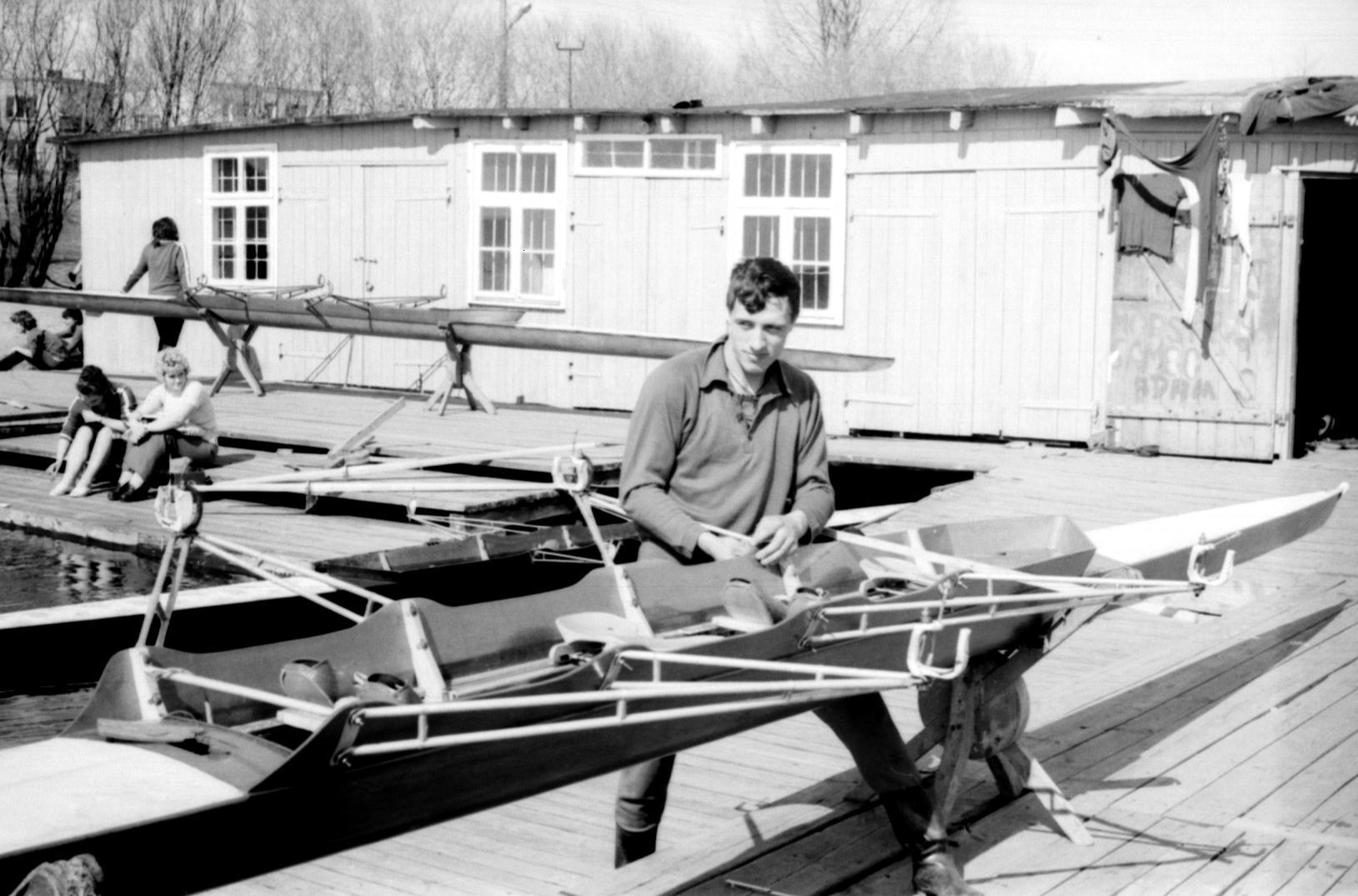
Przystań klubu w latach 70.
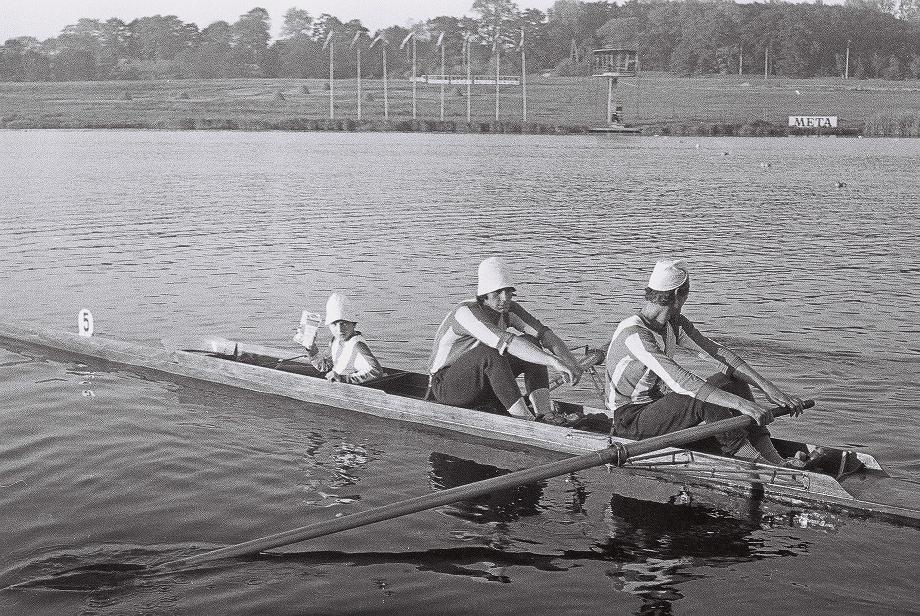
Dwójka ze sternikiem A. Tomasiak, W. Witkowski, st. Pikus w 1972
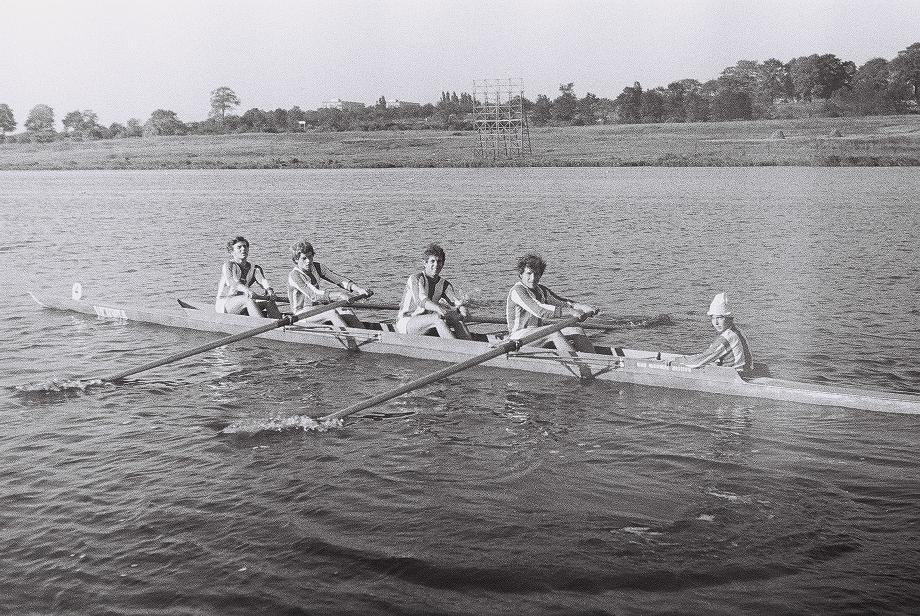
Klubowa czwórka - początek lat 70.
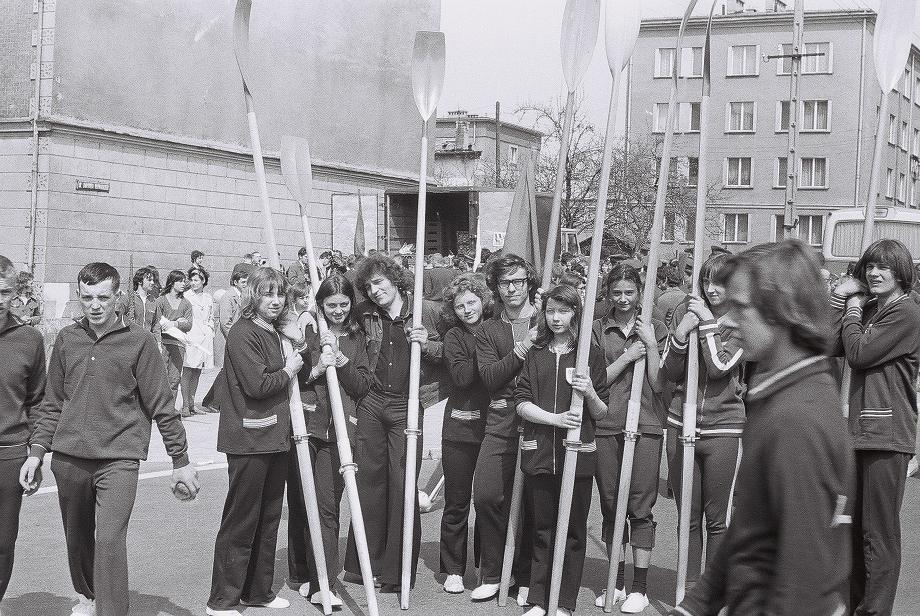
Wioślarze klubu na pochodzie pierwszomajowy na początku lat 70.

## Najwybitniejsi zawodnicy

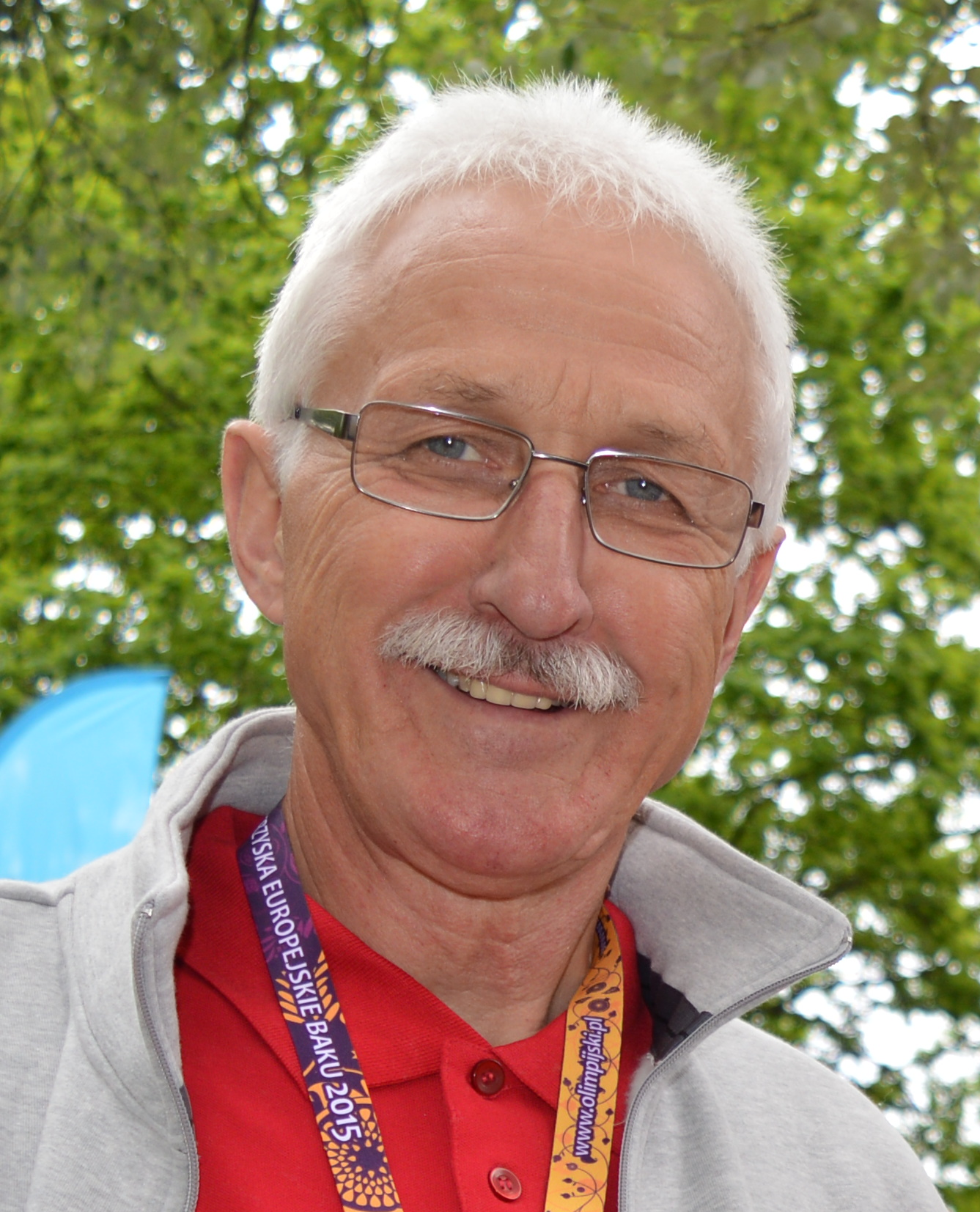
Adam Tomasiak w 2013 r.

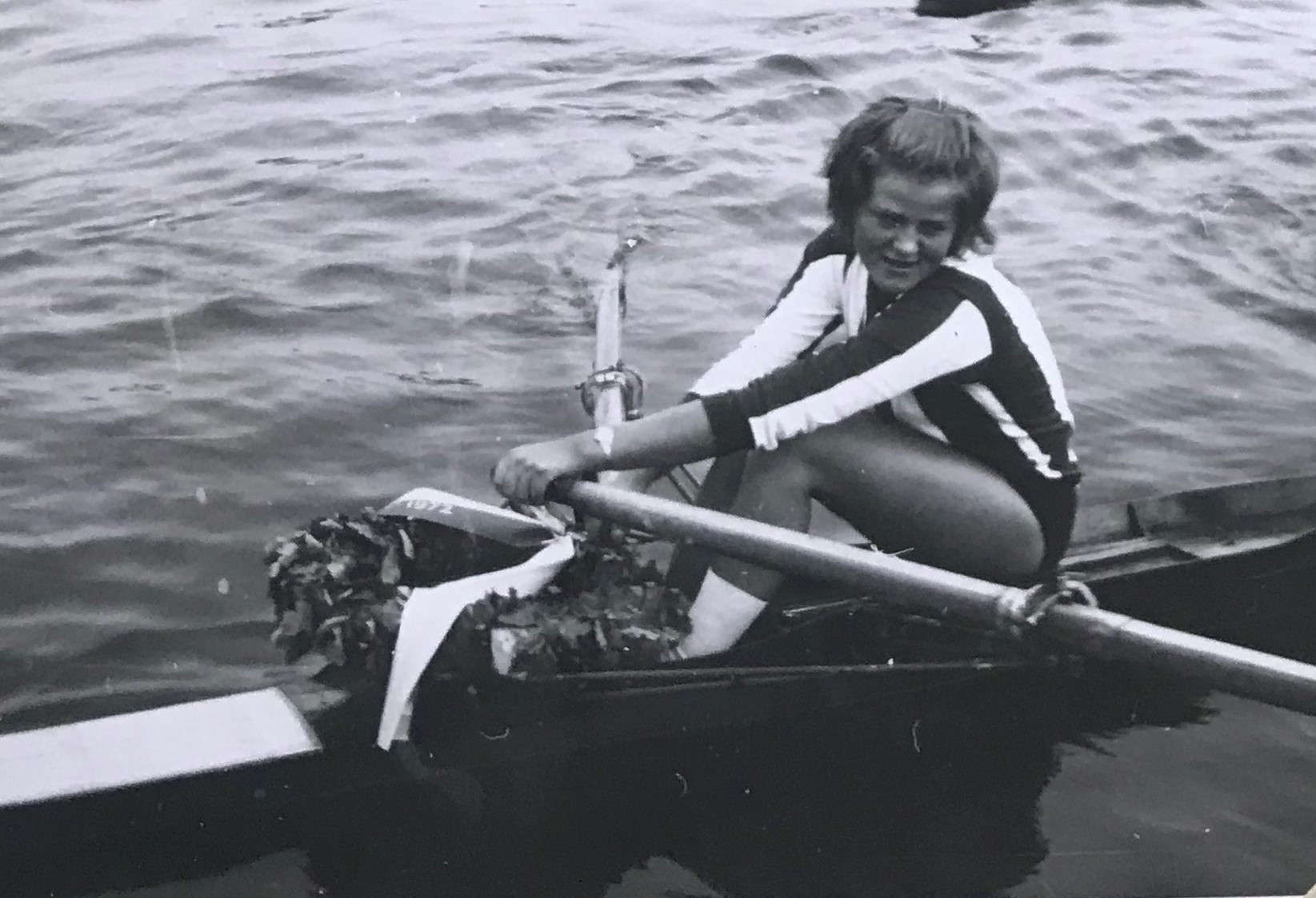
Janina Klucznik w 1972 r.

Najwybitniejszymi zawodnikami sekcji wioślarskiej klubu byli:
Adam Tomasiak – wychowanek klubu i jego zawodnik w latach 1969-1972. Po przejściu do Zawiszy Bydgoszcz, a następnie Polonii Poznań medalista igrzysk olimpijskich i mistrzostw świata. Jego największe sukcesy:
- 1980 –  Igrzyska Olimpijskie, Moskwa – czwórka ze sternikiem –  brązowy medal; na igrzyskach tych startował też na ósemce i zajął IX miejsce,
- 1976 –  Igrzyska Olimpijskie, Montreal – czwórka ze sternikiem – VIII miejsce,
- 1978 – Mistrzostwa Świata, Karapiro  – dwójka ze sternikiem –  brązowy medal.

Janina Klucznik – wychowanka Warmii Olsztyn. Już po przejściu do AZS-AWF Warszawa olimpijka i wieloletnia reprezentantka kraju. Odniosła następujące sukcesy:
- 1980 –  Igrzyska Olimpijskie, Moskwa – dwójka podwójna – V miejsce,
- 1977 – Mistrzostwa Świata, Amsterdam – jedynka – VIII miejsce,
- 1978 – Mistrzostwa Świata, Karapiro – jedynka – VIII miejsce,
- 1979 – Mistrzostwa Świata, Bled – dwójka podwójna – VI miejsce.